# Vojaški red Viljema
Vojaški red Viljema (nizozemsko Militaire Willems-Orde) je najstarejše in najvišje odlikovanje oz. viteški red Kraljevine Nizozemske; 30. aprila 1815 ga je ustanovil kralj Viljem I. Nizozemski z namenom počastitve najbolj pogumnih na bojišču ter za višje vojaške poveljnike.
Leta 1940 so odlikovanje razširili še za pripadnike odporniškega gibanja. Do danes je bilo podeljenih 5875 odlikovanj.